# Братське (Боромлянська сільська громада)
Бра́тське —  село в Україні, у Боромлянській сільській громаді Охтирського району Сумської області. Населення становить 61 осіб. Колишній орган місцевого самоврядування — Гребениківська сільська рада.

## Географія
Село Братське знаходиться на відстані 1 км від села Градське і за 2 км від села Гребениківка. Поруч проходить автомобільна дорога Н12.

## Історія
12 червня 2020 року, відповідно до розпорядження Кабінету Міністрів України № 723-р «Про визначення адміністративних центрів та затвердження територій територіальних громад Сумської області», село увійшло до складу Боромлянської сільської громади.
19 липня 2020 року, в результаті адміністративно-територіальної реформи та ліквідації Тростянецького району, громада увійшла до складу новоутвореного Охтирського району.

## Населення

### Мова
Розподіл населення за рідною мовою за даними перепису 2001 року:
| Мова       | Кількість | Відсоток |
| ---------- | --------- | -------- |
| українська | 59        | 96.72%   |
| російська  | 2         | 3.28%    |
| Усього     | 61        | 100%     |